# Fiat Automoveïs
Fiat Automóveis S.A. est la filiale brésilienne du constructeur automobile italien Fiat Group Automobiles S.p.A., créée en 1974.

## Historique
Les premiers contacts entre le groupe Fiat SpA et le gouvernement de l'État du Minas Gerais, pour l'implantation d'un site industriel automobile du constructeur italien au Brésil remontent à 1971. La ratification de la convention aura lieu en 1973 avec la signature de Gianni Agnelli, patron de Fiat et Randon Parco, gouverneur de l'État.
Le terrain retenu de 2 245 000 m2, soit 450 terrains de football, est situé sur la commune de Betim, dans la région de Belo Horizonte. Les travaux de construction de la première tranche de l'usine d'une surface de 350 000 m2, débutent en juin 1974. Le site sera inauguré officiellement le 9 juillet 1976 en présence du Président brésilien, Ernesto Geisel. 
Le premier modèle du nouveau constructeur fut présenté à cette occasion, la Fiat 147.
Pour la présentation de la « 147 » à la presse, la direction de l'usine a choisi de faire accomplir le trajet aller-retour entre Belo Horizonte et Ouro Preto, pour tester les qualités de la nouvelle voiture.
Fiat allait bouleverser les habitudes des automobilistes brésiliens. Ne disposant que des modèles des constructeurs américains ou de la Coccinelle de Volkswagen, modèles ne répondant pas toujours à leurs désirs, Fiat leur proposait désormais une alternative de choix avec la 147, la première traction avant du pays, offrant cinq places confortables. Produite avec les dernières technologies Fiat elle surclassait la concurrence.
Issue de la Fiat 127 italienne — la voiture la plus vendue en Europe pendant quatre ans consécutifs — revue en fonction des contraintes locales, la 147 en conservait la ligne générale et disposait d'un moteur spécifique de 1 050 cm3 placé en travers sur l'essieu avant, comme sur toutes les Fiat.
Le Brésil n'était pas étranger au groupe Fiat. En effet, un autre constructeur italien Alfa Romeo, y construisait des camions à travers le constructeur local F.N.M. depuis 1952 et des voitures depuis 1961. Alfa Romeo Brasil y fabriquait un modèle de luxe très haut de gamme en petite série l'Alfa Romeo 2300.
Alfa Romeo cédera à Fiat V.I. 43 % du capital de F.N.M. en 1973 et Fiat Auto rachètera Alfa Romeo en 1979.
La Fiat 147 a été longuement testée, plus d'un million de kilomètres, pour mettre à l'épreuve la structure, les performances, la consommation, la robustesse de la suspension et de la traction avant. Sa présentation au public eut lieu à l'occasion du Salon de l'Automobile de São Paulo 1976.
En 1979, la Fiat 147 sera la première voiture au monde dont le moteur pouvait fonctionner avec un carburant différent de l'essence, l'alcool, mélangé à hauteur de 50 % avec l'essence.

## Chronologie
- 1974 - juin, début de la construction de l'usine Fiat Automoveis de Betim.
- 1976 - 9 juillet, inauguration de la nouvelle usine, présentation de la Fiat 147.
- 1977 - lancement de la 147 Pick-up.
- 1978 - lancement de la 147 Rallye.
- 1979 - lancement de la 147 Alcool.
- 1980 - lancement de la Fiat 147 Panorama et du fourgon Fiat Fiorino 1re série, basé sur la 147.
- 1983 - lancement de la Fiat Oggi, variante avec un coffre proéminent.
- 1984 - lancement de la Fiat Uno CS, version brésilienne de la Fiat Uno italienne. Elle sera également produite en Argentine par Fiat Concord.
- 1985 - lancement de la Fiat Premio, variante de la Uno CS deux portes avec coffre, ce sera la première voiture brésilienne équipée d'un ordinateur de bord.
- 1986 - lancement de la Fiat Elba, une Uno CS break à trois portes. Arrêt de la fabrication de l'Alfa Romeo 2300, après 29 564 exemplaires produits depuis 1974.
- 1987 - lancement de la Fiat Premio quatre portes qui sera commercialisée en Europe sous le nom Fiat Duna berline. Elle sera également produite en Argentine.
- 1988 - lancement de la seconde série du Fiat Fiorino, sur base de Uno CS.
- 1989 - lancement de la Fiat Elba CLS cinq portes, commercialisée en Europe sous le nom de Fiat Duna Weekend.
- 1990 - lancement de la Fiat Uno Mille, dotée du moteur FIRE Fiat.
- 1991 - premier resyling pour la Uno CS.
- 1992 - lancement de la Fiat Tempra, identique au modèle italien. La Fiat Uno Mille bénéficie de l'injection électronique.
- 1993 - début de l'immportation d'Italie et de Turquie de la Fiat Tipo.
- 1994 - lancement des Fiat Uno Turbo IE 1,4/116 ch et Tempra Turbo 2,0/165 ch. Arrêt de la fabrication de la Premio, remplacée par la Palio.
- 1996 - Fiat Automoveis fête ses trente ans et lance la 178, la voiture mondiale de Fiat, la gamme Fiat Palio, qui sera produite dans 18 pays dans le monde. L'usine de Betim est encore agrandie pour faire face à la production de cette nouvelle voiture. Arrêt de la production de la Fiat Elba. Début de la production de la Fiat Tipo localement.
- 1997 - la gamme Palio est complétée par la Fiat Siena et de la Palio Weekend, qui sera largement exportée en Europe.
- 1998 - lancement de la Fiat Marea 2,0 20v/142 ch, identique au modèle italien et occupera le sommet de la gamme brésilienne. Lancement de la Fiat Strada, version pick-up de la Palio. Arrêt de la production de la Tempra, remplacée par la Brava.
- 1999 - Fiat Automoveis fête ses six millions de voitures produites. La Fiat Strada bénéficie d'une variante avec cabine allongée.
- 2000 - lancement de la seconde série Palio, Palio SW, Siena et Strada. L'usine s'agrandit encore de 35 000 m2, Fiat investit 400 MR pour automatiser la production des moteurs et 250 MR pour construire une nouvelle usine avec Iveco, sa filiale poids lourds, pour produire localement le Fiat Ducato 3e série et l'Iveco Daily 3e série.
- 2001 - après 17 ans, la Fiat Uno CS est profondément remaniée et devient la Fiat Mille. La Fiat Marea bénéficie d'un léger restylage. Lancement du Fiat Doblò, véhicule ludospace polyvalent.
- 2002 - lancement du Fiat Ducato, identique à la version 3 italienne. Lancement au mois de septembre de la Fiat Stilo, identique au modèle italien. La surface de l'usine Fiat de Betim atteint désormais 613 800 m2 et produit plus de 2 300 véhicules par jour, en trois fois huit avec 13 510 salariés.
- 2003 - arrêt de la production de la Fiat Brava. La gamme Palio, incluant Palio, Palio SW, Siena et Strada, fête en février son 2 000 000e exemplaires fabriqué dans l'usine brésilienne.
- 2004 - la Fiat Mille bénéficie d'un restylage en février (pour ses vingt ans) ; la gamme Palio également. Fiat lance un nouveau moteur 1,8 Flex polycarburant, une technologie Magneti-Marelli.
- 2005 - Fiat lance un nouveau moteur 1,4 Flex polycarburant de 80 ch. Lancement de la Fiat Idea, semblable à la version italienne mais sur la base de la Palio.
- 2006 - Fiat a déjà produit plus de 8,5 millions de véhicules depuis 1976 et investit encore pour passer de 700 000 véhicules par an à un million en 2010.
- 2007 - lancement de la Fiat Punto Br, semblable à la Fiat Grande Punto italienne, mais avec quelques différences mineures au niveau de la carrosserie, et dotée des moteurs Fiat Flex brésiliens.
- 2008 - la production de la Fiat Siena MY 2008 va progressivement être transférée vers l'usine argentine de Fiat Concord qui a repris de l'activité le 1er janvier. Lancement de la Fiat Linea en septembre.
- 2009 - 1er juin : Fiat Automoveïs fête sa 10 000 000e voiture produite au Brésil.
- 2010 - 4 mai - lancement de la Fiat Novo Uno.
- 2011 - 4 novembre - lancement de la nouvelle Fiat Palio (2012).
- 2012 - 23 mars - lancement de la nouvelle Fiat Grand Siena.
- 2016 - 13 avril - lancement de la Fiat Mobi.
- 2017 - 30 mai - lancement de la Fiat Argo, remplaçante des Fiat Palio et Punto sur les marchés d'Amérique du Sud.
- 2018 - lancement de la Fiat Cronos, remplaçante des Fiat Linea et Grand Siena.
- 2021 - Fiat Automóveis met fin à la production des Novo Uno, Grand Siena et Doblò en raison de la mise en place des normes d'émissions Proconve L7[1]. Lancement de la production de la Fiat Pulse.
- 2022 - Lancement de la production de la Fiat Fastback[2].